# David Lowery (director)
David Lowery (Milwaukee, Wisconsin; 26 de desembre de 1980) és un director de cinema i guionista estatunidenc amb residència a Dallas, Texas.

## Biografia
David Lowery és el menor de nou germans. La seva família es va traslladar a Irving, Texas, quan tenia set anys, ja que el seu pare havia acceptat un lloc de professor de Teologia a la Universitat de Dallas. Estant a l'institut d'Irving, Lowery va escriure i va dirigir la seva primera pel·lícula, Lullaby.

## Carrera
David Lowery va realitzar en 2009 el seu primer llargmetratge, St. Nick, en el qual dos nens són abandonats pels seus tutors. Va guanyar el premi Texas al millor director en el AFI Dallas Internacional Film Festival de 2009. El 2011, a escriure i va dirigir el curtmetratge titulat Pioneer, presentat en el Festival de Cinema de Sundance.
En 2013, Lowery va dirigir el seu segon llargmetratge, Ain't Them Bodies Saints, protagonitzat per Casey Affleck i Rooney Mara. La pel·lícula va ser nominada per al premi del Gran Jurat en el Festival de Cinema Sundance de 2013. També va ser seleccionada per a competir en el 66è Festival Internacional de Cinema de Canes.
Ha treballat també per a altres directors, com Amy Seimetz, en la seva pel·lícula Sun Don't Shine, o per a Shane Carruth en Upstream Color. També ha escrit guions, com el de la pel·lícula Pit Stop, del director Yen Tan.
En el 67è Festival Internacional de Cinema de Canes es va anunciar que Lowery participaria amb un film dirigit i escrit per ell sobre un llibre premiat en els National Book Award 2012, The Yellow Birds, del veterà de guerra Kevin Powers. Al final, The Yellow Birds va ser dirigida per Alexandre Moors i protagonitzada per Jack Huston, Tye Sheridan, Alden Ehrenreich i Jennifer Aniston.

## Ain't Them Bodies Saints
En la seva pel·lícula més famosa, Ain't Them Bodies Saints, rodada en 2013, David Lowery deixa entreveure la influència de Claire Denis en la seva pel·lícula 35 Shots of Rum. El propi Lowery ha assenyalat el seu gust per la pel·lícula de Robert Altman McCabe & Mrs. Miller, una de les seves favorites i influència per a la realització d'aquest film. Altres han advertit la presència d'autors com Paul Thomas Anderson o David Fincher darrere de la realització de la pel·lícula.

## Filmografía
| Any  | Títol                                      | Director | Guionista | Editor | Productor |
| ---- | ------------------------------------------ | -------- | --------- | ------ | --------- |
| 2005 | Deadroom                                   | Sí       | Sí        | Sí     | Sí        |
| 2009 | It Was Great, But I Was Ready to Come Home | No       | Sí        | No     | No        |
| 2009 | St. Nick                                   | Sí       | Sí        | Sí     | No        |
| 2013 | Ain't Them Bodies Saints                   | Sí       | Sí        | No     | No        |
| 2013 | Pit Stop                                   | No       | Sí        | No     | No        |
| 2016 | Pete's Dragon                              | Sí       | Sí        | No     | No        |
| 2017 | A Ghost Story                              | Sí       | Sí        | Sí     | No        |
| 2017 | The Yellow Birds                           | No       | Sí        | No     | No        |
| 2018 | The Old Man and the Gun                    | Sí       | Sí        | No     | No        |
| 2021 | The Green Knight                           | Sí       | Sí        | Sí     | Sí        |
| 2023 | Peter Pan & Wendy                          | Sí       | Sí        | No     | No        |
| TBA  | Mother Mary                                | Sí       | Sí        | No     | Sí        |

Productor executiu
- Minor Setback (2013)
- Person to Person (2017)
- Never Goin' Back (2018)
- Light from Light (2019)
- Miss Juneteenth (2020)

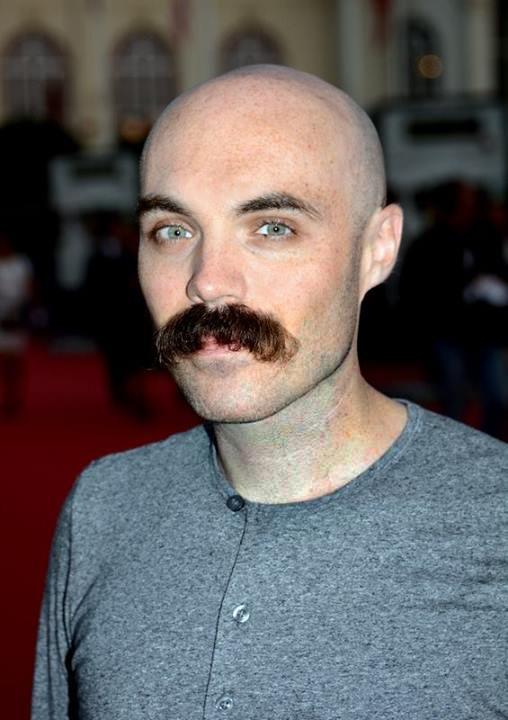
Lowery al Festival de Deauville de 2013

- We're All Going to the World's Fair (2022)

Curtmetratges
| Any  | Títol                            | Director | Guionista | Productor | Editor | DoP | Notes                                        |
| ---- | -------------------------------- | -------- | --------- | --------- | ------ | --- | -------------------------------------------- |
| 2000 | Lullaby                          | Sí       | Sí        | Sí        | Sí     | Sí  | També operador de cà,era                     |
| 2000 | The Knocker                      | No       | No        | No        | Sí     | Sí  |                                              |
| 2003 | Still                            | Sí       | Sí        | Executiu  | Sí     | No  |                                              |
| 2003 | Looking for Love                 | Sí       | Sí        | No        | Sí     | Sí  |                                              |
| 2006 | G.D.M.F.                         | No       | No        | Sí        | Sí     | Sí  |                                              |
| 2006 | Some Analog Lines                | Sí       | Sí        | Sí        | Sí     | No  |                                              |
| 2007 | The Outlaw Son                   | Sí       | Sí        | No        | No     | No  |                                              |
| 2008 | A Catalog of Anticipations       | Sí       | Sí        | No        | No     | No  |                                              |
| 2008 | Coda                             | No       | No        | Sí        | Sí     | Sí  |                                              |
| 2008 | Merrily, Merrily                 | No       | Sí        | No        | Sí     | No  |                                              |
| 2009 | The Crane House                  | No       | No        | No        | Sí     | Sí  |                                              |
| 2009 | Boycrazy Promo                   | Sí       | No        | Executiu  | Sí     | Sí  |                                              |
| 2009 | Boycrazy in Bed                  | Sí       | No        | Executiu  | Sí     | Sí  |                                              |
| 2009 | Boycrazy Gets a Job              | Sí       | No        | Executiu  | Sí     | Sí  |                                              |
| 2009 | Boycrazy Bikini Mishap           | Sí       | No        | Executiu  | Sí     | Sí  |                                              |
| 2009 | Boycrazy at the Drug Store       | Sí       | No        | Executiu  | Sí     | Sí  |                                              |
| 2011 | Pioneer                          | Sí       | Sí        | No        | Sí     | No  |                                              |
| 2011 | My Daily Routine                 | Sí       | No        | No        | No     | No  | Curtmetratge documental                      |
| 2014 | Until We Could                   | Sí       | Sí        | No        | No     | No  |                                              |
| 2021 | Dig Up My Darling                | Sí       | Sí        | No        | No     | No  | Segment de The Year of the Everlasting Storm |
| 2022 | Oak Thorn & The Old Rose Of Love | Sí       | Sí        | Sí        | Sí     | No  |                                              |
| 2024 | An Almost Christmas Story        | Sí       | Sí        | Sí        | No     | No  |                                              |